# Monoclona silvatica
Monoclona silvatica är en tvåvingeart som beskrevs av Zaitzev 1983. Monoclona silvatica ingår i släktet Monoclona och familjen svampmyggor. Arten har ej påträffats i Sverige. Inga underarter finns listade i Catalogue of Life.